# Victor de Failly

Wapen de Failly

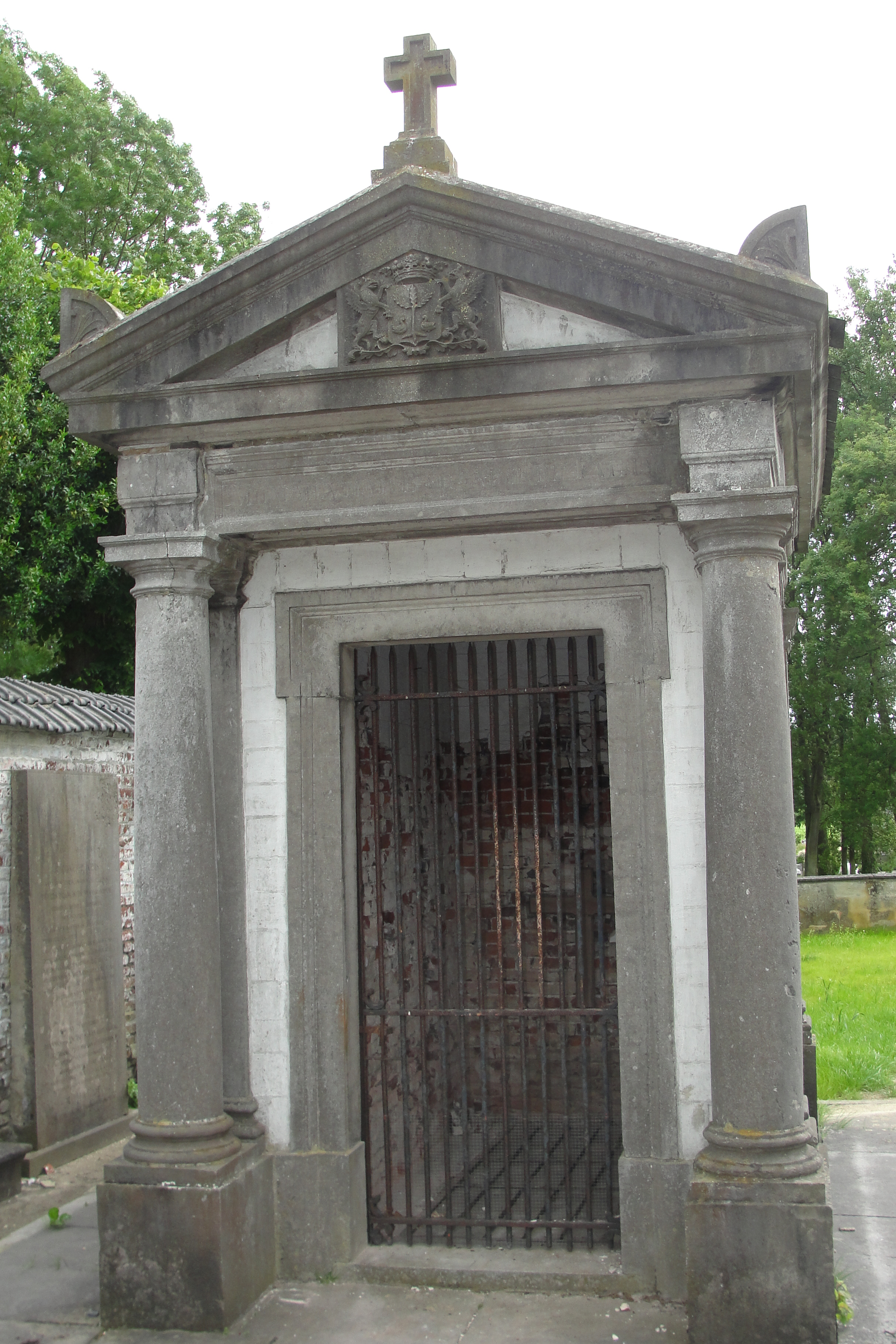
Grafkapel van de familie de Failly in Onze-Lieve-Vrouw-Lombeek

Victor Marie Joseph de Failly (Den Haag, 23 oktober 1822 - Strijtem 14 juni 1919) was een Belgisch edelman en burgemeester.

## Geschiedenis
- In 1667 werd de Failly bevestigd in de erfelijke adel door de intendant van Soissons.
- In 1668 zelfde bevestiging door de intendant van Champagne.
- In 1857 werden de broers Oscar, Arthur, Alexander en Victor de Failly erkend in de erfelijke adel met vergunning de baronstitel verder te dragen. Geen van de vier lichtte de open brieven en de eerste drie overleden als vrijgezel.
- In 1936 werden door koning Alfons XIII van Spanje open brieven verleend op 15 januari 1931, waarbij de titels graaf en baron werden erkend voor de familie de Failly.

## Levensloop

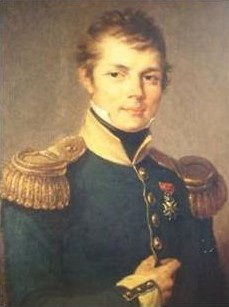
Generaal en minister Amédée de Failly

Victor de Failly, de vierde broer, werd in 1869 opnieuw erkend in de erfelijke adel met de titel baron, overdraagbaar bij eerstgeboorte. Ditmaal lichtte hij de open brieven.
Hij was een zoon van generaal Amédée de Failly, Belgisch minister van Oorlog, en van barones Agathe van Slingelandt. Hij trouwde in Geilenkirchen in 1863 met gravin Elisabeth de Goldstein (1840-1927) en ze kregen twee zoons en een dochter: Amédée en Arthur (zie hierna) en Marietta de Failly (1872-1918) die trouwde met Arthur de Pret Roose de Calesberg (1867-1909) en hertrouwde met graaf Albert de Lichtervelde (1872-1942).
Hij promoveerde tot doctor in de rechten en werd diplomaat en vervolgens burgemeester van Strijtem en provincieraadslid voor Brabant.

## Amédée de Failly
Amédée Alexandre Georges Arthur Marie Hubert de Failly (Brussel, 18 april 1864 - Geilenkirchen, 17 oktober 1920), nam de Pruisische nationaliteit aan en de naam Von Failly-Goltstein. Hij werd majoor in het Pruisisch leger. In 1886 werd hij ingelijfd in de Pruisische adel met de titel baron, overdraagbaar bij eerstgeboorte. Hij trouwde in 1890 in Remersdaal met barones Augusta von Fürstenberg (1869-1944). Ze hadden drie zoons en een dochter (Elisabeth 1893-1965, die in 1923 trouwde met Siegfried Eduard Stanislaus v. Brauchitsch, 1886-1957).
Caspar Conrad von Failly-Goltstein (1894-1954) was 'fahnenjunker' tijdens de Eerste Wereldoorlog. Hij trouwde in 1922 met barones von Wechmar (1892-1970). Ze kregen twee zoons, die beiden op twintigjarige leeftijd sneuvelden tijdens de Tweede Wereldoorlog, waarmee deze familietak uitdoofde.

## Arthur de Failly
Arthur Marie Edouard Hubert Christin Joseph de Failly (Brussel, 4 januari 1868 - Bierges, 15 april 1935) was burgemeester van Strijtem. Hij trouwde in Gent in 1893 met Edith Poot Baudier (1867-1947). Ze hadden vier kinderen, met afstammelingen tot heden.